# 羅茲多爾 (瓦西里夫卡區)
羅茲多爾（烏克蘭語：Роздол），是烏克蘭東南部扎波羅熱州瓦西里夫卡區罗兹多尔市镇内的村落及其行政中心。始建於1810年，面積2.42平方公里，海拔高度81米，2001年人口770，人口密度每平方公里318.2人。